# Oxaliplatino
L'oxaliplatino è un agente chemioterapico antineoplastico in grado di interferire con tutte le fasi del ciclo cellulare, legandosi al DNA attraverso la formazione di legami crociati tra filamenti complementari. È un analogo di terza generazione del platino (derivato diaminocicloesanico) e analogo al cisplatino.

## Farmacodinamica
L'oxaliplatino è un agente alchilante in grado di legarsi ai filamenti di DNA provocando alterazioni che innescano l'apoptosi. È in grado di interferire con il ciclo cellulare in maniera non specifica (CCNS) e, allo stesso modo del cisplatino, l'oxaliplatino lega preferenzialmente l'azoto in posizione 7 della guanina, benché possa legarsi anche con citosina ed adenosina.

## Impiego clinico
L'oxaliplatino è attivo nei confronti di un vasto numero di neoplasie solide. In particolare, viene utilizzato nelle neoplasie che hanno acquisito resistenza al cisplatino e al carboplatino. È perciò attivo verso
- Carcinoma polmonare
- Carcinoma dell’esofago
- Carcinoma dello stomaco
- Carcinoma della vescica
- Neoplasie del tratto genitourinario
- Neoplasie di testa e collo
- Carcinoma dell’ovaio
- Carcinoma del testicolo non seminomatoso

L'oxaliplatino viene utilizzato anche per il trattamento di seconda linea del cancro del colon-retto metastatizzato dopo il fallimento della terapia con l'associazione fluorouracile-leucovorin-irinotecano. Il trattamento di prima linea per il cancro colorettale viene riservato ai casi di metastasi epatiche che potrebbero essere resecate dopo trattamento.

## Tossicità
Allo stesso modo del cisplatino, viene considerata una tossicità acuta e una tossicità ritardata. Del primo gruppo fanno parte la mielodepressione, nausea, vomito e disestesie laringo-faringee. Una tipica tossicità del oxaliplatino è di tipo  neurologico, con neuropatia periferica scatenata dal freddo, di tipo cumulativo ma comunque reversibile. La mielodepressione deve essere controllata attraverso analisi emocromocitometriche e l'impiego di farmaci mielostimolanti. La nausea e il vomito possono essere controllati attraverso farmaci antiemetici.